# Rafael Caio Nunes Coelho
Rafael Caio Nunes Coelho (Guanhães, 25 de maio de 1907 - Belo Horizonte, 17 de março de 1988) foi um político brasileiro do estado de Minas Gerais. Filho de Francisco Nunes Coelho Filho e de Inah De Carvalho, Nunes Coelho casou-se com Maria de Lourdes Pereira Nunes Coelho.
Foi deputado estadual em Minas Gerais no período de 1951 a 1959 (2ª  e 3ª legislaturas), pela UDN. Voltou à Assembleia na 5ª legislatura, também pela UDN, sendo reeleito para a  6ª, 7ª,  8ª e 9ª legislaturas, pela ARENA (1963 - 1983) . 
Ocupou o cargo de Secretário de Estado do Interior e Justiça no período de 16 de março de 1971 a 30 de novembro de 1972.